# Analysis
Analysis est une revue universitaire de philosophie à comité de lecture créée en 1933 et publiée trimestriellement par Oxford University Press au nom de Analysis Trust,. Avant janvier 2009, la revue est publiée par Blackwell Publishing. L'accès électronique à cette revue est disponible via JSTOR (1933-2013), Wiley InterScience (1996-2008) et Oxford Journals (depuis 2009),,. La revue publie des articles courts et concis (jusqu'à 4 000 mots, hors bibliographie) dans pratiquement tous les domaines de la tradition analytique.

## Rédacteurs en chef
- 1933-1948 Austin Duncan-Jones (en)
- 1948-1956 Margaret MacDonald (en)
- 1956-1965 Bernard Mayo (en)
- 1965-1971 Peter Winch
- 1971-1976 C. J. F. Williams (en)
- 1976-1987 Christopher Kirwan
- 1987-1999 Peter Smith
- 2000-2016 Michael Clark
- 2016-2017 Chris Daly et David Liggins
- 2017-2021 David Liggins
- 2021 – Stacie Friend, David Liggins et Lee Walters

## Articles notables
Un certain nombre d'ouvrages fondateurs ont été publiés dans la revue. Certains des plus reconnaissables sont :
- Toulmin, Stéphane (1948). "The Logical Status of Psycho-Analysis". 9 (2), p. 23-29.
- Church, Alonzo (1950). "On Carnap's Analysis of Statements of Assertion and Belief". 10 (5), p. 97-99.
- Anderson, Alan Ross (en) (1951). "A Note on Subjunctive and Counterfactual Conditionals". 12 (2), p. 35-38.
- Belnap, Nuel (en) (1962) "Tonk, Plonk and Plink". 22 (6) p. 130-134.
- Gettier, Edmond (1963). « Is Justified True Belief Knowledge? 23 (6), p. 121-123.
- Lewis, David (1988). "Vague Identity: Evans Misunderstood" . 48 (3), p. 128-130.
- McKinsey, Michael. (1991). "Anti-Individualism and Privileged Access". 51 (1), p. 9-16.
- Brueckner, Antoine. (1992). "What an Anti-Individualist Knows A Priori". 52 (2), p. 111-118.
- Clark, Andy (en) et Chalmers, David (1998). "The Extended Mind". 58 (1), p. 7-19.
- Elga, Adam (2000). "Self-locating Belief and the Sleeping Beauty problem". 60 (266), p. 143-147.
- Knobe, Joshua (2003). "Intentional Action and Side Effects in Ordinary Language". 63 (279), p. 190-194.